# Hapuku (fleuve)
Le fleuve Hapuku  (en anglais : Hapuku River) est un cours d’eau  de l’île du Sud de la Nouvelle-Zélande.

## Toponymie
Le nom  vient du mot Māori Hapuku ou Hapuka, un poisson marin des profondeurs  .

## Géographie
Il prend naissance au niveau de la chaîne de chaîne de Seaward Kaikoura (en) et s’écoule vers le sud-est, pour se jeter dans l’océan Pacifique au niveau de la ville de Hapuka entre les villes de Clarence et Kaikoura . Les affluents les plus élevés prennent naissance à environ 2,000 m d’altitude. Son principal affluent  est la rivière Puhi Puhi.

## Ponts
La rivière Hapuku est franchie par un pont de 1 500 pieds, datant de 1940  portant sur 23 portées de 67 pieds   sur la ligne principale nord de l'île du sud (en) et de 11 portées de 227 m de long, de 8,6 m de large en 1983 pour supporter la State Highway 1/SH1 . 
Le premier pont fut terminé en 1915, avec des fondations de plus de  26 pi (7,9248 m) de profondeur  bien que l’approche fut un peu plus tardive .

## Effets des inondations
Alors que d’autres rivières furent affectées d’inondations sévères en 1953, le fleuve Hapuku grimpa de seulement 6,5 pieds au niveau du pont du chemin de fer . Probablement que ceci était dû au peu de captage de l’eau, de la  surélévation tectonique de ses sources et de la largeur du lit de son secteur de cours d'eau en tresses, qui est une source du ballast du chemin de fer. 
Toutefois en 1868, une inondation a eu plus d’impact en amont, emportant 30 pieds de la berge et une inondation de 1941 a endommagé la ligne de chemin de fer,

## Faune
La vie sauvage associée au secteur comprend la présence de Mokopirirakau kahutarae (lézards aux yeux noirs), retrouvés près de la  source de la branche nord de la rivière Hapuku, et le bluff wetas (en) .
Des Pluvier à double collier (Banded dotterels) nichent dans la vallée du fleuve Hapuku.
Les espèces introduites comprennent le Cerf élaphe, (en anglais red deer), les chèvres (maintenues à un nombre limité par  l’organisation de battues périodiques), des cochons et des chamois .

## Installations
Il y avait deux huttes du DoC ans la vallée : Hapuku Hut et Barratts Bivvy, reliées par un chemin de randonnée . 
Toutefois, un glissement de terrain déclenché par le  séisme de 2016 à Kaikoura bloqua la rivière, avec de l’eau s’accumulant en amont du glissement de terrain et détruisant les refuges de Barratts Hut et Bivvy.

## Transport
La station de chemin de fer d’Hapuka fut ouverte le 13 mars 1944 et fonctionna jusqu’au 29 mars 1981, bien qu’un passage à niveau et le ballast restent en place depuis lors .

## liens externes
- 1923 flood damage to road bridge
- 1940 views of railway bridge construction
- Aerial view of river mouth
- Map of 2016 earthquake slip and photo of the slip and lake

- New Zealand Gazetteer